# Aegolipton kumei
Aegolipton kumei là một loài bọ cánh cứng trong họ Cerambycidae.